# Maria Abbebù Viarengo
Maria Abbebù Viarengo (sinh 1949) là một nhà văn người gốc Ethiopia, tuy nhiên phần lớn thời gian cô sống ở Ý.
Cô là con gái của một gia đình, có người cha đã đến Ethiopia, vùng Piemonte vào năm 1928 và một người mẹ gốc Oromo, cô được sinh ra ở Gidami và lớn lên ở Ethiopia và một phần niên thiếu ở Sudan. Mẹ cô qua đời khi còn rất trẻ và cha cô đưa cô đến Turin của miền nam Italy vào năm 1969. Điều này cả hai đã như một cứu tinh cho cô từ sự bất ổn ở Ethiopia mà còn cắt đứt quan hệ của cô với mẹ của cô và gốc rễ nguồn gốc châu Phi của chính cô.
Trong bài viết của mình, Viarengo cố gắng khám phá di sản văn hóa hỗn hợp của mình cũng như tiếp xúc với cả tiếng Ý và ngôn ngữ Oromo của mẹ mình, người còn hình ảnh mờ nhật trong tâm trí của cô. Cô thấy mình được đối xử như cả người Ý và người châu Phi., và đó là điều để lại tác phẩm cho cô tiếng vang và ảnh hưởng ở quốc gia của cô.
sau này, Eliana Pili, trong một bài viết "Để không cho họ cơ hội quên đi: Những câu chuyện kể về hậu thuộc địa của các nhà văn người Ý gốc Ethiopia", đã đánh giá Vỉaennggo vào danh sách văn học di cư Ý, một tập hợp các tác phẩm dễ thấy được thể hiện bằng tự truyện / hồi ký / tiểu thuyết được viết bởi phụ nữ - các nhà văn đến từ vùng châu Phi. Trong số các xuất bản được đề cập, có tên các nhà văn nữ của quốc gia này, như Gabriella Ghermandi, Martha Nasibù, Carla Macoggi và Maria Abbebù Viarengo.

## Tác phẩm được chọn lọc
- Andiamo một Spasso?, hồi ký (1994) [1]